# Schiffbrücke (Hafenanlage)
Als Schiffbrücke wurden neben der gängigen Verwendung für Pontonbrücken älterer Bauweise teilweise auch Hafenanlagen bezeichnet, wie sich an den Namen mehrerer Uferstraßen in schleswig-holsteinischen Stadtzentren erkennen lässt. Alle werden manchmal fälschlich als Schiffsbrücke erwähnt.

## „Schiffbrücke“ als Name alter Hafenkais

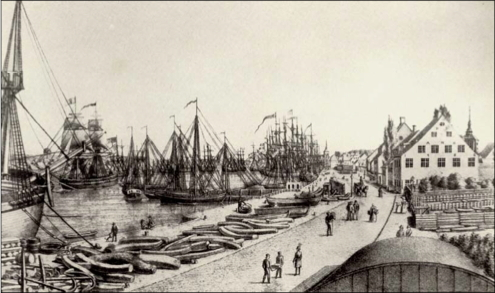
Schiffbrücke in Flensburg 1833

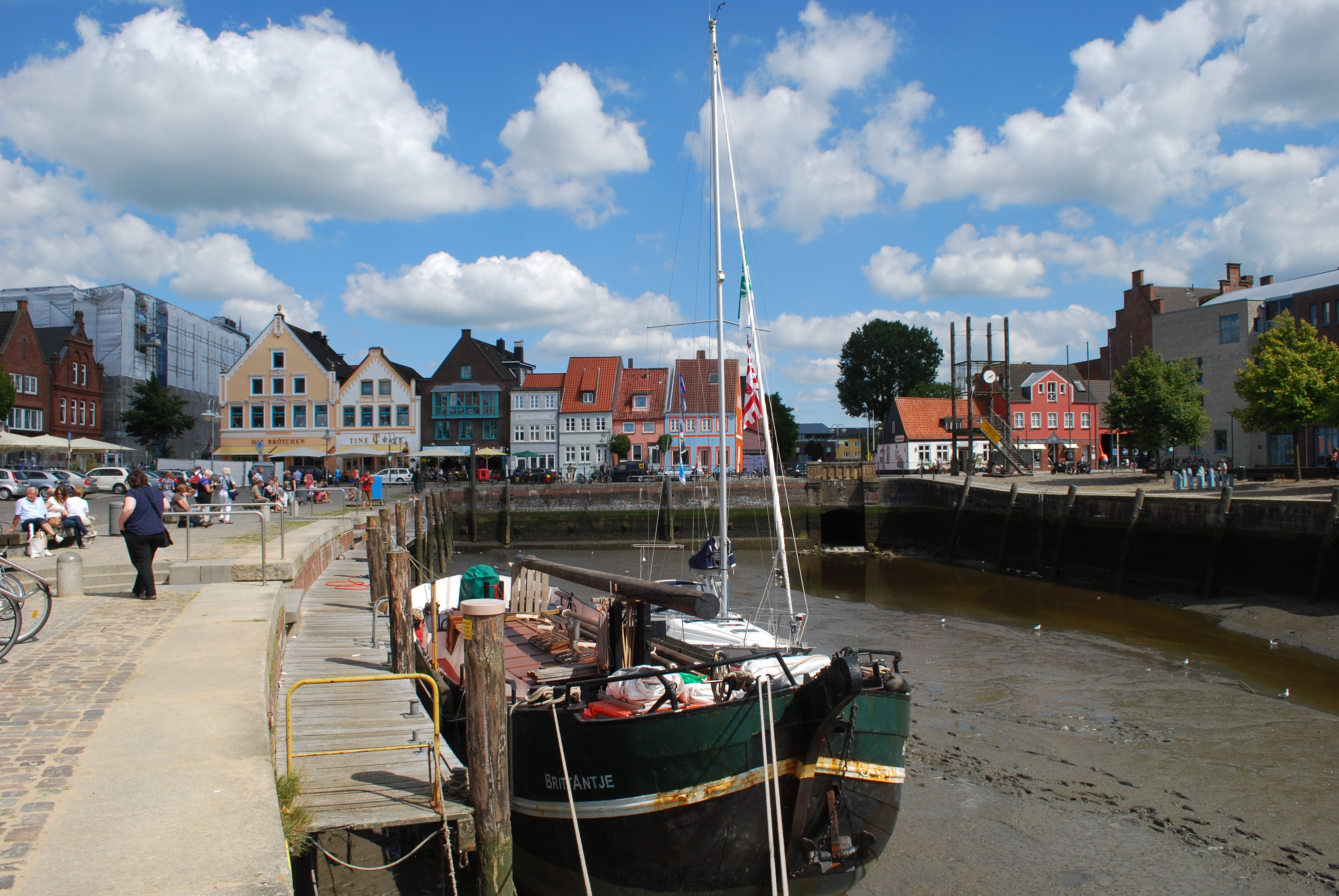
Inneres Ende des Husumer sogenannten „Binnenhafens“ bei Ebbe. Das nördliche Kai (links) heißt „Schiffbrücke“

Bei keiner dieser Straßen steht die Bezeichnung für ein Querungsbauwerk, bei allen für alte Ladeplätze mit Uferbefestigung. 
Sprachlich deutet das auf Verbindungen zu Nordeuropa: Im norwegischen Nynorsk steht bryggje für Kai oder Anlegesteg, in Bokmål brygge, im Schwedischen brygga. Die Brücke als Querungsbauwerk heißt dagegen auf Nynorsk bru, in den beiden anderen Sprachen und im Dänischen bro.

## Beispiele
Im Einzelnen handelt es sich um folgende Straßen:
- Die Schiffbrücke in Eckernförde liegt auf der Nordseite der Altstadt und war seinerzeit vor allem Fischereihafen. Seit 2007 ist sie eine Promenade.[1]
- An der Schiffbrücke in Flensburg wurden im 17. bis 19. Jahrhundert insbesondere brauner Rohrzucker und Roh-Rum aus Dänisch-Westindien angelandet.[2] Heute beherbergt das ehemalige Zollpackhaus an dem alten Ladeplatz das Flensburger Schifffahrtsmuseum und in seinem Keller das Rum-Museum.[3][4]
- Die Schiffbrücke in Husum liegt am innersten und damit geschütztesten Teil des sogenannten „Binnenhafens“, der hier der alte Seehafen ist. Das Kai diente früher als Stapelplatz.[5]
- In Neustadt in Holstein heißt das gesamte Seehafenkai der Altstadt „Schiffbrücke“.

Ähnliche Bezeichnung:
- In Stralsund heißt eine denkmalgeschützte, in der heutigen Form aber relative neue Kaianlage Steinerne Fischbrücke. Der Stralsunder Hafen besaß allerdings im Mittelalter mehrere hölzerne Anlegebrücken, die in den breiten Strelasund ragten.[6]

## Andere Bezeichnungen für alte Hafenkais
In mehreren großen Ostseehäfen, so Lübeck, Rostock und Stettin/Szczecin, gibt es alte oder ehemalige Verladekais namens Lastadie, ein Wort, was ursprünglich Ballast bedeutete. Der größte Teil des mittelalterlichen Hafenufers von Rostock heißt allerdings „Strand“.
An der Weser gibt es in Bremen die Schlachte, weiter oben Schlagden in Minden, Bodenfelde, Hann. Münden, sowie ihren Quellflüssen in Kassel an der Fulda und an der Werra bis zum oberen Ende der alten Schifffahrt in Wanfried. Auch an der Ruhr gibt es Schlagden, wie die Neukircher Schlagd und in Mülheim die Broicher Schlagd. Die Bezeichnung wird auf das Einschlagen der Pfähle zur Uferbefestigung zurückgeführt.